# 陶森
陶森（英語：Towson）是美国马里兰州北部的一個非建制地區。總面積（包含水域）36.8平方公里。2010年共有人口55,197人。本地為巴爾的摩郡郡治以及陶森大學所在地。

## 地理
陶森处于39°23′35″N 76°36′34″W / 39.39306°N 76.60944°W（39.392980, -76.609562），位於巴尔的摩市的正北方。
根据美国人口调查局的调查结果，陶森的面积是14.2平方英里（37平方）。其中，陆地占到了14.0平方英里（36平方），0.2平方英里（0.52平方）(1.06%)的面积是水域。
695號州際公路环绕陶森，西邊有83號州際公路，约克路貫穿陶森。人口普查的边界如下：西部與派克斯維爾 (馬里蘭州)交界，东部與路什維爾以及漢普頓为界，南部與巴尔的摩为界。
陶森境內主要社區如下
- Anneslie
- Idlewylde
- Greenbriar
- Southland Hills
- Rodgers Forge
- Stoneleigh
- Wiltondale
- Towson Manor Village
- Hunt Crest Estates
- Knollwood-Donnybrook
- 東陶森（英語：East Towson）
- 西陶森（英語：West Towson）

有时，陶森西面的非建制地區拉克斯頓也被列入陶森的一部分而統計。

### 氣候
氣候夏天濕熱、冬季溫和偏冷，屬於柯本氣候分類法的副熱帶濕潤氣候。氣溫介於夏季七、八月的32°C至冬天一月的-1°C之間，但偶有更低溫與降雪；夏季氣溫變化較大。

## 教育

### 大学以及学院
陶森大學位于陶森南部，是一所公立大学。该校是马里兰大学系统第二大的学校，学生数量超过两万人，与中国青岛大学有合作项目，因此校内有众多中国留学生。陶森大学也是马里兰州最大的商科学校，商科生大约2,500人。该校成立于1866年，前身是马里兰州立师范大学。成立于1885年的古徹學院位於陶森北部，為一所小的私立艺术学院，前身是巴尔的摩女性大学（Women's College of Baltimore City）。

### 公立学校

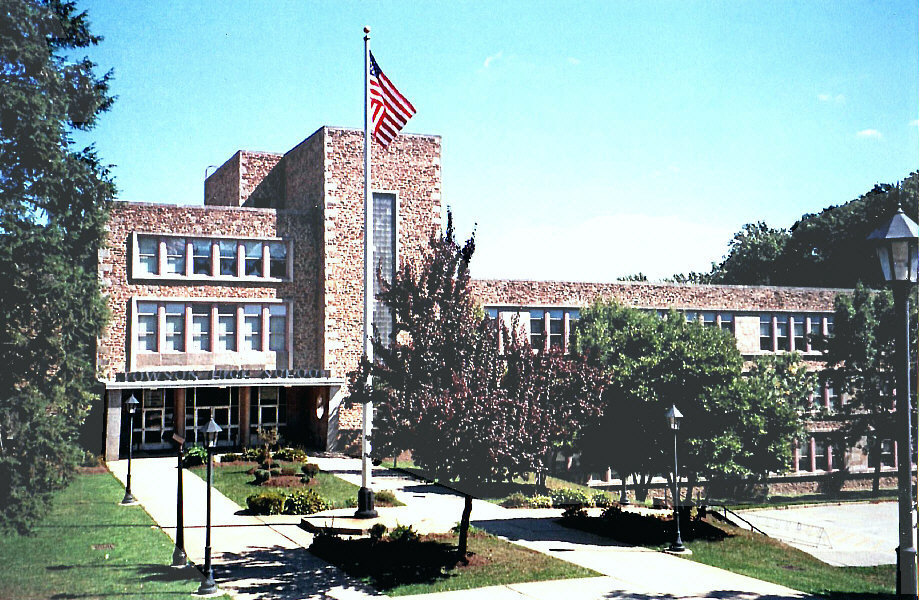
陶森高中

陶森属于巴尔的摩郡公立学校学区。巴尔的摩郡教育局也位于陶森。陶森有三所高中。陶森高中是陶森第一所高中，也是陶森最大的高中。Loch Raven高中成立于 1972 年。Carver Center for Arts and Technology是一所本地很有吸引力的学校。
陶森有五个公立小学： Rodgers Forge, Stoneleigh, Riderwood, 哈密顿小学以及西陶森小學。这五所学校，以及鄰近其他非建制地區的小學，都面臨學生數過多的情形。教育當局於鄰近的提摩尼姆興建新的小學，期能紓緩此現象。
此外，陶森還有一所特殊教育學校－－里吉拉克斯頓學校（Ridge Ruxton School），其服務範圍為巴爾的摩郡中部，包括萊斯特斯鎮、歐因斯米爾、帕克維爾 (馬里蘭州)、卡其斯維爾，以及亨特谷。該校宗旨乃為3到21歲的學習遲緩、心智障礙、自閉傾向，或是多重障礙的學生提供教育。

### 私立学校
陶森地区有许多歷史悠久的初中私校，例如Calvert Hall College High School、Loyola Blakefield、Baltimore Lutheran School、Notre Dame Preparatory School。